# 梅巷站
梅巷站位于中华人民共和国江苏省苏州市姑苏区平江街道江宇路与苏站路交叉口，是苏州地铁6号线的地铁车站，于2024年6月29日开通运营。

## 车站结构
本站为地下二层岛式车站。

### 车站楼层
| 1                 | 地面 | 出入口 |
| -1                | 站厅 | 售票机、客服中心、商店                                                                                                |
| -2                | 站台 | \| \| \| ■ 6号线往苏州新区火车站（平河路） \| \| 島式 · 開左邊车门 \| \| \| \| \| \| ■ 6号线往桑田岛（拙政园苏博） \| |
|                   |      | ■ 6号线往苏州新区火车站（平河路）                                                                                     |
| 島式 · 開左邊车门 |      | |
|                   |      | ■ 6号线往桑田岛（拙政园苏博）                                                                                         |

### 出入口
| 编号                | 指示   | 图片 |
| ------------------- | ------ | ---- |
| 2 · 出口 · （设有） | 苏站路 |      |
| 3 · 出口            | 江宇路 |      |
| 4 · 出口            | 江宇路 |      |
| 图例： 设有         |        |      |